# Élections sénatoriales de 2008 dans les Hautes-Alpes
Les élections sénatoriales dans les Hautes-Alpes ont eu lieu le dimanche 21 septembre 2008. Elles ont eu pour but d'élire le sénateur représentant le département au Sénat pour un mandat de six années.

## Contexte départemental
Lors des élections sénatoriales du 27 septembre 1998 dans les Hautes-Alpes, un sénateur divers gauche a été élu.
Depuis, tous les effectifs du collège électoral des grands électeurs ont été renouvelés, avec les élections législatives françaises de 2007, les élections régionales françaises de 2004, les élections cantonales de 2004 et 2008 et les élections municipales françaises de 2008.

## Rappel des résultats de 1998
| Candidat et parti politique | Candidat et parti politique | Candidat et parti politique | Premier tour | Premier tour | Second tour | Second tour |
| Candidat et parti politique | Candidat et parti politique | Candidat et parti politique | Voix         | %            | Voix        | %           |
| --------------------------- | --------------------------- | --------------------------- | ------------ | ------------ | ----------- | ----------- |
|                             | Marcel Lesbros              | UDF                         | 148          | 38,34        | 206         | 55,38       |
|                             | Jean-Yves Dusserre          | DL                          | 90           | 23,32        | Retrait     | Retrait     |
|                             | Jean-Paul Reynier           | PS                          | 76           | 19,69        | 88          | 23,66       |
|                             | Joël Giraud                 | PRG                         | 65           | 16,84        | 77          | 20,70       |
|                             | Patrick Marsauche           | Verts                       | 4            | 1,04         | 1           | 0,27        |
|                             | Michel d'Ornano             | FN                          | 3            | 0,78         | Retrait     | Retrait     |
|                             |                             |                             |              |              |             |             |
| Inscrits                    | Inscrits                    | Inscrits                    | 391          |              | 391         |             |
| Abstentions                 | Abstentions                 | Abstentions                 | 2            | 0,51         | 1           | 0,26        |
| Votants                     | Votants                     | Votants                     | 389          | 99,49        | 390         | 99,74       |
| Blancs et nuls              | Blancs et nuls              | Blancs et nuls              | 3            | 0,77         | 18          | 4,62        |
| Exprimés                    | Exprimés                    | Exprimés                    | 386          | 99,23        | 372         | 95,38       |

## Sénateur sortant
| Sénateur | Sénateur               | Parti | Fonctions lors de l'élection en 1998           |
| -------- | ---------------------- | ----- | ---------------------------------------------- |
|          | Pierre Bernard-Reymond | UMP   | Député européen, maire de Gap, ancien ministre |

## Présentation des candidats et des suppléants
Le nouveau représentant est élu pour une législature de 6 ans au suffrage universel indirect par les 400 grands électeurs du département. Dans les Hautes-Alpes, le sénateur est élu au scrutin majoritaire à deux tours. Le nombre reste inchangé, 1 sénateur est à élire. Ils sont 8 candidats dans le département, chacun avec un suppléant.
| T/S | Candidats | Candidats               | Parti | Principale fonction                                            |
| --- | --------- | ----------------------- | ----- | -------------------------------------------------------------- |
| T   |           | Jean-Pierre Blache      | EXG   |                                                                |
| S   |           | Béatrice Frigaux        | EXG   |                                                                |
| T   |           | Michel Olivier          | Verts |                                                                |
| S   |           | Francine Daerden        | Verts |                                                                |
| T   |           | Auguste Truphème        | DVG   | Conseiller général, maire de Laragne-Montéglin                 |
| S   |           | Gérard Fromm            | PS    | Conseiller général                                             |
| T   |           | Christian Seard         | MoDem | Ancien conseiller général                                      |
| S   |           | Jean-Claude Catala      | PRG   | Conseiller général, conseiller municipal de Molines-en-Queyras |
| T   |           | Pierre Bernard-Reymond  | UMP   | Sénateur sortant, conseiller régional                          |
| S   |           | Jean-Michel Arnaud      | UMP   | Conseiller général, maire de Tallard                           |
| T   |           | Jean-Pierre Festa       | UMP   | Maire de Saint-Bonnet-en-Champsaur                             |
| S   |           | Cyrille Drujon d'Astros | UMP   | Maire de Freissinières                                         |
| T   |           | Paul Dijoud             | UMP   | Maire des Orres                                                |
| S   |           | Bruno Lagier            | UMP   | Maire de Barret-sur-Méouge                                     |
| T   |           | Élisabeth Philippe      | FN    |                                                                |
| S   |           | Andrée Tisserand        | FN    |                                                                |

## Résultats
| Candidat et parti politique | Candidat et parti politique | Candidat et parti politique | Premier tour | Premier tour | Second tour | Second tour |
| Candidat et parti politique | Candidat et parti politique | Candidat et parti politique | Voix         | %            | Voix        | %           |
| --------------------------- | --------------------------- | --------------------------- | ------------ | ------------ | ----------- | ----------- |
|                             | Pierre Bernard-Reymond      | UMP                         | 127          | 32,15        | 213         | 57,72       |
|                             | Auguste Truphème            | DVG                         | 74           | 18,73        | 148         | 40,11       |
|                             | Christian Seard             | MoDem                       | 70           | 17,72        | Retrait     | Retrait     |
|                             | Jean-Pierre Festa           | UMP                         | 61           | 15,44        | Retrait     | Retrait     |
|                             | Paul Dijoud                 | UMP                         | 55           | 13,92        | Retrait     | Retrait     |
|                             | Michel Olivier              | Verts                       | 7            | 1,77         | 8           | 2,17        |
|                             | Elisabeth Philippe          | FN                          | 1            | 0,25         | Retrait     | Retrait     |
|                             | Jean-Pierre Blache          | EXG                         | 0            | 0,00         | Retrait     | Retrait     |
|                             |                             |                             |              |              |             |             |
| Inscrits                    | Inscrits                    | Inscrits                    | 400          | 100,00       | 400         | 100,00      |
| Abstentions                 | Abstentions                 | Abstentions                 | 4            | 1,00         | 4           | 1,00        |
| Votants                     | Votants                     | Votants                     | 396          | 99,00        | 396         | 99,00       |
| Blancs et nuls              | Blancs et nuls              | Blancs et nuls              | 1            | 0,25         | 27          | 6,75        |
| Exprimés                    | Exprimés                    | Exprimés                    | 395          | 98,75        | 369         | 92,25       |